# Castelldefels (kommun)
För orten med samma namn, se Castelldefels.
Castelldefels är en kommun i Spanien.   Den ligger i provinsen Província de Barcelona och regionen Katalonien, i den östra delen av landet, 500 km öster om huvudstaden Madrid. Antalet invånare är 62 989. Arean är 12,9 kvadratkilometer. Castelldefels gränsar till Gavà och Sitges. 
Terrängen i Castelldefels är platt åt sydost, men åt nordväst är den kuperad.